# Burgruine Waldeck (Oberelsass)
Die Burgruine Waldeck ist die Ruine einer Höhenburg auf einer Felskuppe südwestlich von Leymen (deutsch: Leimen) im Sundgau (Département Haut-Rhin), unweit der französischen Grenze zur schweizerischen Gemeinde Rodersdorf.

## Geschichte
Die Entstehung der Burg ist ungeklärt. 1302 als Schloss Valden erwähnt, gehörte die Burg dem Geschlecht derer von Rotberg. Sie wurde 1302 durch Johann von Rotberg dem Fürstbistum Basel übertragen und gelangte schließlich an das Geschlecht der Vitztum. Zwischen 1330 und 1340 wurde sie in einer Fehde zwischen dem Fürstbischof und den Vitztum durch Truppen des Fürstbischofs eingenommen und stark beschädigt. Gleichwohl konnten die Vitztum ihr Lehen letztlich behalten und wieder aufbauen. Beim Basler Erdbeben von 1356 wurde die Burg zerstört und nicht wieder aufgebaut. Die Hoheit über die zugehörige Herrschaft wechselte mehrfach zwischen dem Fürstbistum und den Habsburgern, die ab 1400 dann die Lehenshoheit behielten. 1500 belehnten die Habsburger die Reich von Reichenstein mit der Herrschaft, zu der das halbe Dorf Leymen gehörte. Da die Reich von Reichenstein von den Markgrafen von Hachberg-Sausenberg bereits die Burg Landskron mit der anderen Hälfte von Leymen zu Lehen hatten, besaßen sie nun bis zur Französischen Revolution die Herrschaft über ganz Leymen. Die Zusammenlegung der Herrschaften Landskron und Waldeck mit den beiden unterschiedlichen Lehnsherren führte in der späteren Literatur immer wieder zu der irrtümlichen Annahme, dass die Habsburger auch Anteil an der Lehenshoheit über die Burg Landskron gehabt hätten.

## Beschreibung

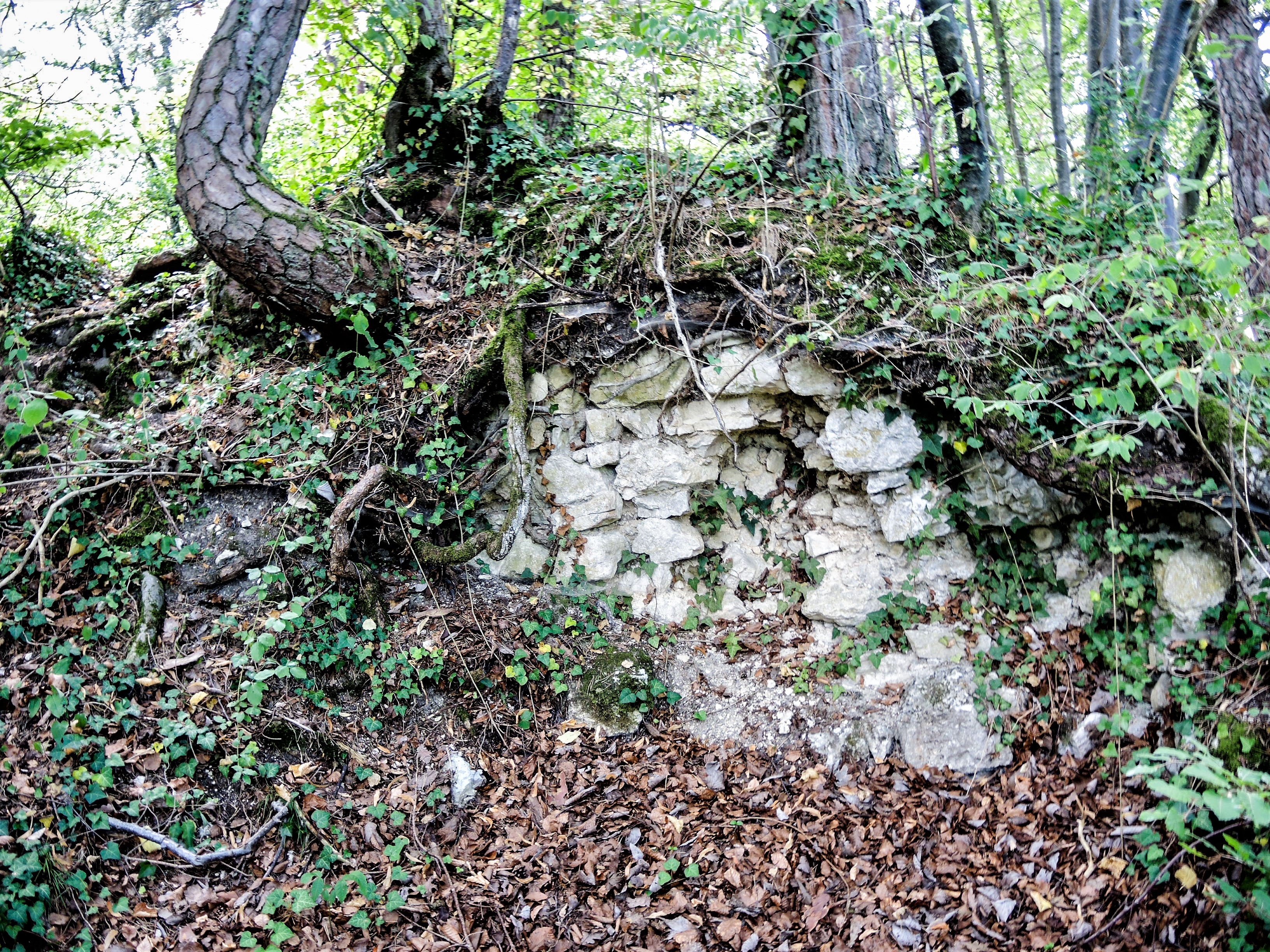
Überwucherte Mauerreste

Die Hauptburg lag auf der höchsten Felskuppe und hatte zwei Bautrakte. Es sind vom südwestlichen Trakt Mauerreste erhalten, die auf einen rechteckigen Wohnturm oder einen stark befestigten Palas mit einer Grundfläche von 8 m × 18 m schließen lassen. Der nordwestliche Trakt bestand aus einem mehrgliederigen Gebäudekomplex, der im Nordwesten einen Bau mit 2 bis 2,50 Meter dicken Mauern hatte. Von einer Verbindungsmauer zwischen den beiden Bautrakten sind noch Spuren vorhanden.
Im nordwestlichen Vorgelände befand sich eine zweistufige Vorburg, wobei die erste Stufe etwa 12 Meter breit war und die zweite 20 Meter. Es sind Mauerspuren vorhanden, die jedoch auf keine Bauten schließen lassen.
Bei Grabungen im nordöstlichen Trakt wurden Ende des 19. Jahrhunderts zwei Spitzen von Turnierlanzen und ein großer Kupferkessel gefunden.